# Dead Can Dance (album)
Dead Can Dance – debiutancki album studyjny grupy Dead Can Dance nagrany w latach 1983–1984.

## Album

### Sesja nagraniowa
Sesja nagraniowa albumu rozpoczęła się w 1983 roku, w londyńskim studiu Blackwing, z którego korzystali wtedy niektórzy wykonawcy związani z wytwórnią 4AD. Mimo niewielkiego doświadczenia Brendan Perry odrzucił możliwość skorzystania z usług znanych producentów, w tym również szefa 4AD Ivo Watts-Russella i podjął decyzję, iż produkcją płyty zajmie się sam zespół:

Byliśmy wręcz zdeterminowani, by wyprodukować nasz pierwszy longplay na własną rękę. Czuliśmy, że sami zrobimy to najlepiej, ponieważ to my byliśmy jego twórcami.

Dzięki takiemu założeniu, pomimo problemów związanych z nagrywaniem i pewnej niedoskonałości płyty, zespół osiągnął dość niezwykle brzmienie i niepowtarzalny, oryginalny klimat, oddający ówczesny kierunek jego myślenia muzycznego. Samo studio nie było przystosowane do nagrywania muzyki akustycznej, ponieważ skonstruowano je dla potrzeb elektronicznych zespołów nagrywających dla wytwórni Mute jak Yazoo czy Depeche Mode. Muzycy Dead Can Dance postanowili w tej sytuacji zrezygnować z nagrywania utworów na żywo (jak pierwotnie zamierzali) i nagrali każdy instrument osobno mając świadomość, że nagrania będą uboższe.
W nagrywaniu części instrumentalnej pomagał im Robin Guthrie z Cocteau Twins.

### Wydanie
Album ukazał się w Wielkiej Brytanii 27 lutego 1984 roku jako longplay. Zawierał 10 utworów, z których 4 śpiewała Lisa Gerrard a 5 Brendan Perry; jedno nagranie, The Fatal Impact było instrumentalne i stanowiło remix kompozycji z 1978 roku. 
Album został dość ciepło przyjęty przez rynek, chociaż sami muzycy nie byli szczególnie z niego zadowoleni, zwłaszcza od strony technicznej. 

Myślę, iż nasz płytowy debiut był znacznie dojrzalszy w warstwie tekstowej, niż muzycznej.

Trudno się z tym nie zgodzić. Z drugiej jednak strony zauważyć należy, iż utwory zawarte na tym albumie zawierają – w zalążkowej postaci – te wszystkie idee i koncepcje kompozytorsko-aranżacyjne, które zespół będzie z powodzeniem wykorzystywał przy tworzeniu kolejnych albumów. Pojawił się też (m.in. w „Musica Eternal”) oryginalny instrument yang t’chin (58-strunowa chińska cytra), który wykorzystała Lisa Gerrard. Jak stwierdziła w jednym z wywiadów: „Zawsze szukamy czegoś nowego”. Wtórował jej Brendan Perry: „W pełni świadomie staramy się używać innych – niż tych tradycyjnie zarezerwowanych dla rocka – instrumentów”.
W 1988 roku album został wznowiony w wersji CD, poszerzonej o EP-kę Garden of the Arcane Delights.
W 2008 roku wytwórnia Warner Music Japan Inc. w ramach Audiophile Edition wydała album w pierwotnej wersji jako hybrid SACD. Album zewnętrznie przypominał miniaturowy LP: tekturowa okładka albumu, papierowa i dodatkowa – foliowa koszulka, w której znajdowała się płyta; również nalepki na niej, dołączona książeczka ze zdjęciem zespołu i z tekstami wybranych utworów przypominały oryginalny longplay. Całość wzbogacona została dodatkowym, pozłacanym grzbietem w stylu japońskiego obi.

### Okładka
Czarno-biała, surowa okładka albumu, obok logo grupy zawiera rysunek twarzy, przypominający jakąś rzeźbę. W rzeczywistości była to maska Aborygenów. W tym czasie zespół zamieszczał ją na afiszach koncertowych i swoich znaczkach do przypięcia na ubraniu. Był to więc swego rodzaju jego symbol.

Okładka to dla nas bardzo istotna część płyty. Ta maska była z nami od początku istnienia DCD. Wybraliśmy ją, ponieważ ludzie, którzy pierwotnie nosili taką właśnie i podobne do niej,wierzyli, że mogą poprzez założenie jej na siebie tchnąć życie w ten martwy kawałek drzewa. To właśnie zainspirowało nas, ponieważ my właściwie chcieliśmy osiągnąć to samo. Nadajemy życie martwym przedmiotom. Ożywiamy instrumenty i nasze idee.

### Lista utworów
| 1. | The Fatal Impact | 3:21  |
|    |                  |       |
| 2. | The Trial        | 3:42  |
|    |                  |       |
| 3. | Frontier         | 3:13  |
|    |                  |       |
| 4. | Fortune          | 3:47  |
|    |                  |       |
| 5. | Ocean            | 3:21  |
|    |                  |       |
|    |                  | 17:24 |
|    |                  |       |

| 1. | East Of Eden      | 3:23  |
|    |                   |       |
| 2. | Threshold         | 3:34  |
|    |                   |       |
| 3. | A Passage In Time | 4:03  |
|    |                   |       |
| 4. | Wild In The Woods | 3:46  |
|    |                   |       |
| 5. | Musica Eternal    | 3:51  |
|    |                   |       |
|    |                   | 18:37 |
|    |                   |       |

| 1.  | The Fatal Impact                       | 3:21  |
|     |                                        |       |
| 2.  | The Trial                              | 3:43  |
|     |                                        |       |
| 3.  | Frontier                               | 3:13  |
|     |                                        |       |
| 4.  | Fortune                                | 3:47  |
|     |                                        |       |
| 5.  | Ocean                                  | 3:21  |
|     |                                        |       |
| 6.  | East Of Eden                           | 3:23  |
|     |                                        |       |
| 7.  | Threshold                              | 3:34  |
|     |                                        |       |
| 8.  | A Passage In Time                      | 4:03  |
|     |                                        |       |
| 9.  | Wild In The Woods                      | 3:46  |
|     |                                        |       |
| 10. | Musica Eternal                         | 3:51  |
|     |                                        |       |
| 11. | Carnival Of Light                      | 3:32  |
|     |                                        |       |
| 12. | In Power We Entrust The Love Advocated | 4:11  |
|     |                                        |       |
| 13. | The Arcane                             | 3:49  |
|     |                                        |       |
| 14. | Flowers Of The Sea                     | 3:28  |
|     |                                        |       |
|     |                                        | 51:02 |
|     |                                        |       |

#### Twórcy
- Lisa Gerrard – śpiew
- Brendan Perry – śpiew, gitara
- Peter Ulrich – instrumenty perkusyjne
- Paul Erikson – gitara basowa

## Odbiór

### Opinie krytyków
| Oceny łączne      | Oceny łączne |
| Publikacja        | Ocena        |
| ----------------- | ------------ |
| Album of the Year | 80/100       |
| Recenzje          |              |
| Publikacja        | Ocena        |
| AllMusic          | [ 8 ]        |
| Prog Archives     | 3.30/5.0     |
| RYM               | 3.58/5       |
| Sputnikmusic      | 3.5/5        |
| Tylko Rock        | [ 12 ]       |

Według Neda Raggetta z AllMusic Brendan Perry i Lisa Gerrard swoim debiutem płytowym stworzyli „uderzający, mroczny punkt orientacyjny” w muzyce wczesnych lat 80. Wkład wokalny ich obojga ocenił jako „wspaniały, bogaty, ciepły i nieziemski”, natomiast gęste, błyskotliwe dźwięki gitary i dudniąca gitara basowa oraz perkusja świadczyły jego zdaniem o muzycznych powiązaniach z Robinem Guthrie i Robertem Smithem. Recenzent wyróżnił utwory: „Frontier” (eksperymenty Lisy Gerrard z „z plemienną perkusją”), „Ocean” („wokalny wypad [Gerrard] w sferę glosolalii na tle gitary, dzwonków i innych instrumentów) oraz „Musica Eternal” („utwór doskonały, o fantastycznej, wysokiej nucie, z powoli narastającą kombinacją dźwięków dulcimeru, niskich tonów basu i strzelistego wokalu Gerrard”).
Recenzent Sputnikmusic stwierdził, iż debiutancki album Dead Can Dance przypomina swoim brzmieniem popularne wówczas gatunki, takie jak post-punk czy rock gotycki dając za przykład Joy Division i wczesny Cocteau Twins. Wskazuje na to, jego zdaniem, „bardzo mroczna, nastrojowa i w ogóle nie podnosząca na duchu muzyka”. Zauważył, że choć za stronę wokalną odpowiadają zarówno Brendan Perry jak i Lisa Gerrard, to piosenki Perry’ego są „raczej zwykłymi rockowymi utworami i stanowią zdecydowanie słabszą połowę albumu. Są wciąż bardzo dobre, (…) bardzo chwytliwe i zawierają mroczną atmosferę, na której Dead Can Dance będzie później bazować, jednak brakuje im eksperymentów, które są udziałem Gerrard”. Pomimo tych zastrzeżeń do najlepszych utworów albumu zaliczył zaśpiewane przez niego „A Passage in Time” i „Wild in the Woods”. Ocenił, iż album wprawdzie „nie osiąga wyżyn późniejszych dokonań [zespołu], jednak mimo lekkiej niekonsekwencji jest wciąż godnym polecenia debiutem”.
Zdaniem Macieja Wesołowskiego z czasopisma Tylko Rock album muzycznie jest „dość nierówny” co zostało spowodowane perypetiami nagraniowymi, z jakimi borykał się zespół (błędny wybór studia nagraniowego, trema Lisy Gerrard). W rezultacie obok utworów „pięknych, znamionujących wielki talent twórców (Ocean, The Fatal Impact, Frontier)” znalazły się utwory „ewidentnie słabsze, płaskie brzmieniowo, dość sztampowe”.